# Grodków
Grodków (in tedesco Grottkau) è un comune urbano-rurale polacco del distretto di Brzeg, nel voivodato di Opole.
Ricopre una superficie di 286,39 km² e nel 2004 contava 19 711 abitanti.